# Polonia Piła (żużel)
Polonia Piła – polski klub żużlowy z Piły. W latach 1956–1967 oraz 1992 brał udział w rozgrywkach ligowych.

## Historia
6 maja 1945 r. w powojennej Pile powstał pierwszy klub sportowy – „Polonia”, nawiązujący nazwą do istniejącej tu w latach 30. drużyny piłkarskiej złożonej z „polonusów”. We wrześniu tego roku nazwę klubu zmieniono na Kolejowy Klub Sportowy „Polonia”. Klub prowadził cztery sekcje: bokserską, piłki nożnej, tenisa stołowego oraz rekreacji. W 1950 r. przybyły kolejne 4 sekcje, m.in. lekkiej atletyki i motorowo-żużlowa.
Czarny sport trafił do Piły jednak już we wcześniejszych latach. W 1949 r. w rozgrywkach żużlowych okręgu poznańskiego występowała Unia Piła, która po reorganizacji polskiego sportu na wzór radziecki funkcjonowała początkowo jako Włókniarz Unia Piła, a następnie Włókniarz Piła.
Polonia po reorganizacji funkcjonowała natomiast jako Kolejarz Piła. W następnych latach powróciła jednak do nazwy „Polonia”. Pod tą nazwą klub występował w rozgrywkach II ligi do 1968 roku. Wtedy to z powodu różnych kłopotów, w szczególności finansowych, klub wycofał się z ligi i żużel w Pile umarł na 24 lata.
Na początku lat 90. Marek Wieczorek, który był wówczas prezesem klubu Polonia Piła w Federacji Sportu, podjął kroki w celu reaktywowania w Pile drużyny żużlowej. W grudniu 1990 roku odbyło się zebranie założycielskie Fundacji Odbudowy Toru Żużlowego w Pile.
Na początku 1992 roku KS Polonia Piła został zgłoszony do rozgrywek II ligi. Od sezonu 1993 w rozgrywkach występowało TS Polonia Piła.

## Poszczególne sezony
| Sezon | Rozgrywki ligowe | Rozgrywki ligowe        | Rozgrywki ligowe | Rozgrywki ligowe | Uwagi                                                                           |
| Sezon | Liga             | Liga                    | Miejsce          | Miejsce          | Uwagi                                                                           |
| ----- | ---------------- | ----------------------- | ---------------- | ---------------- | ------------------------------------------------------------------------------- |
| 1956  | II               | II liga (gr. „północ”)  | 8/8              | 8/8              | Spadek w wyniku reorganizacji rozgrywek – podjęto decyzję o utworzeniu III ligi |
| 1957  | III              | III liga (gr. „północ”) | 2/5              | 2/5              |                                                                                 |
| 1958  | III              | III liga                | 3/10             | 3/10             |                                                                                 |
| 1959  | III              | III liga                | 5/8              | 5/8              | Awans w wyniku reorganizacji rozgrywek – podjęto decyzję o likwidacji III ligi  |
| 1960  | II               | II liga                 | 6/11             | 6/11             |                                                                                 |
| 1961  | II               | II liga                 | 9/11             | 9/11             |                                                                                 |
| 1962  | II               | II liga                 | 7/12             | 7/12             |                                                                                 |
| 1963  | II               | II liga                 | 4/12             | 6/12             |                                                                                 |
| 1964  | II               | II liga                 | 8/11             | 6/12             |                                                                                 |
| 1965  | II               | II liga                 | 8/9              | 8/9              |                                                                                 |
| 1966  | II               | II liga                 | 7/9              | 8/9              |                                                                                 |
| 1967  | II               | II liga                 | 10/10            | 10/10            |                                                                                 |
| 1968  | II               | II liga                 | –                | 10/10            | Klub nie przystąpił do rozgrywek                                                |
|       |                  |                         |                  |                  |                                                                                 |
| 1992  | II               | II liga                 | 4/11             | 4/11             |                                                                                 |

| Poziom ligowy | Liczba sezonów | Sezony                |
| ------------- | -------------- | --------------------- |
| II            | 10             | 1956, 1960–1967, 1992 |
| III           | 3              | 1957–1959             |